# Nogaevci
Nogaevci (makedonska: Ногаевци) är en ort i Nordmakedonien. Den ligger i kommunen Gradsko, i den centrala delen av landet, 60 km sydost om huvudstaden Skopje. Nogaevci ligger 154 meter över havet och antalet invånare är 285.